# Eduard Robert Michelson

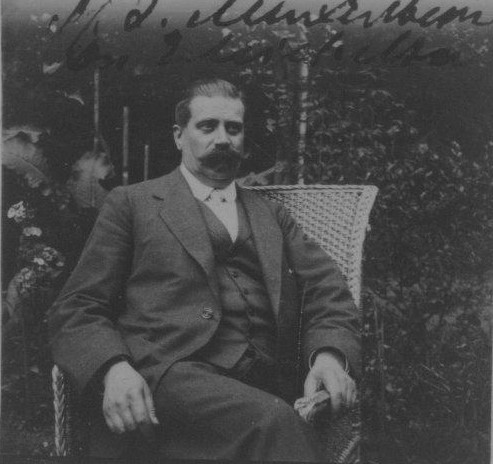
Eduard Robert Michelson

Eduard Robert Friedrich Michelson (ur. 15 października?/27 października 1861 w Rewlu, zm. 28 września 1944 w Świeciu) – estoński lekarz psychiatra. Uznawany jest za pioniera badań nad fizjologią snu, był jednym z pierwszych badaczy periodyczności snu.
W latach 1880/1881 pracował jako prywatny nauczyciel w parafiach Nuckö i Dagö-Hohenholm. Od 1881 do 1887 studiował na Uniwersytecie w Dorpacie. Następnie pracował w klinice psychiatrycznej Emila Kraepelina w Dorpacie i w 1891 otrzymał tytuł doktora medycyny. Od 1892 w Sankt Petersburgu, pracował tam jako ordynator szpitala psychiatrycznego i konsultant neurologii w niemieckim szpitalu. Od 1898 prowadził wyłącznie prywatną praktykę. W 1906 został wybrany na sekretarza Petersburskiego Stowarzyszenia Niemieckich Lekarzy.
W 1917 ożenił się z Olgą Poehl z domu von Klemm (1873–1945).
Po I wojnie światowej przeniósł się do Rewla i prowadził prywatną praktykę neurologiczną. 

## Prace
- Untersuchungen über die Tiefe des Schlafes. Dorpat, Schnakenburg’s Buchdruckerei, 1891
- Untersuchungen über die Tiefe des Schlafes W: Kraepelin E. (ed.) Psychologische Arbeiten 2, 84–117 (1899)
- Mikhelson E, Chizh VF. Derpistaya psikhiatricheskaya klinika. S 1881 g. po 1891 g. Vestnik klinicheskoy i sudebnoy psikhiatrii i nevropatologii 9, ss. 208-233, 1892